# Hylaeus hilaris
Hylaeus hilaris är en biart som först beskrevs av Frederick Smith 1879.
Arten ingår i släktet citronbin och familjen korttungebin. Inga underarter finns listade i Catalogue of Life.

## Beskrivning
Arten är ett stort bi med svart basfärg, men stora delar av kroppen avviker från grundfärgen: Hanen har en gul ansiktsmask som täcker större delen av ansiktet inklusive antennernas bassegment. Även på mellankroppen och benen finns det gula markeringar. Honan har endast clypeus och antennbasen rödbruna. Bakkroppen är röd till rödbrun hos hanen, svart hos honan. Båda könen har vita hårband längs med tergiternas bakkanter. Artens vingar är mer eller mindre rökfärgade.

## Utbredning
Hylaeus hilaris finns numera endast på en enda lokal på ön Molokai. Tidigare var den betydligt mer spridd på ön, och var även vanlig på öarna Lanai och Maui.

## Ekologi
Arten är en boparasit, honan lägger sina ägg i larvceller hos släktingarna Hylaeus anthracinus, Hylaeus assimulans och Hylaeus longiceps, där larven lever av det insamlade matförrådet efter det att den förstört värdägget.
Habitatet utgörs av kuststräckor. Värdväxterna är inte kända, men som andra citronbin på Hawaiiöarna flyger den troligen bara till inhemska blommor. Främsta orsaken till den kraftiga nergången utgör just det faktum att arten bara finns i kusthabitat. Dessa är känsliga för habitatförlust genom byggnation, strändernas utnyttjande för turism, och invasion av främmande växtarter som Hylaeus hilaris (och för den delen alla andra citronbin på öarna) inte besöker. De orörda kustområden som finns kvar, har liten växtlighet, och finns det sådan, är det i regel främmande, invasiva arter. På grund av den kraftiga nergången har US Fish and Wildlife Service rödlistat arten som Endangered (hotad). Det har framförts farhågor från samma organisation om att arten redan skulle vara utrotad.